# Plattstarr
Plattstarr (Carex disticha) är en flerårig gräslik växt inom släktet starrar och familjen halvgräs. Plattstarr växer i täta bestånd genom långa tre mm tjocka utlöpare och har grova sträva strån hänger något med frukt. Plattstarr har mörkbruna basala slidor och de två till fyra mm breda bladen är upprätta och nästan av strånas längd. Den bruna axsamlingen blir från tre till sex cm och har 10 till 25 ax, med de mellersta hanliga. De mogna axsamlingarna känns tunna mitt på. Stödbladen blir från en till två cm, och axfjällen rödbruna. De brunaktiga fruktgömmena blir från fyra till fem mm, har nerver och smala vingkanter. Plattstarr blir från 30 till 90 cm hög och blommar från maj till juni.

## Utbredning
Plattstarr är vanlig i Norden och återfinns vanligtvis på fuktig till våt, näringsrik, gärna lerig mark, såsom strandängar, rikkärr, fuktängar, åmader, dammar, diken och sumpskogar. Dess utbredning i Norden sträcker sig till få områden i södra Finland, Åland, södra och mellersta Sverige, längs södra kusten i Norge och hela Danmark.